# Sybistroma miricornis
Sybistroma miricornis är en tvåvingeart som först beskrevs av Octave Parent 1926.  Sybistroma miricornis ingår i släktet Sybistroma och familjen styltflugor. Inga underarter finns listade i Catalogue of Life.